# Xenotoca
Xenotoca es un género de peces de la familia de los Goodeidae en el orden de los Cyprinodontiformes.

## Especies
Se reconocen las siguientes:
- Xenotoca doadrioi .[4]
- Xenotoca eiseni (Rutter, 1896)
- Xenotoca lyonsi .[4]
- Xenotoca melanosoma Fitzsimons, 1972
- Xenotoca variata (Bean, 1887)